# Diritto di Scozia
Il diritto scozzese (in inglese: Scots law, in gaelico scozzese: Lagh na h-Alba) è il sistema legale della Scozia. Viene considerato come un sistema misto di civil law e di common law che affonda le sue radici in una serie di fonti storiche. Con il diritto di Inghilterra e dell'Irlanda del Nord forma il sistema giuridico del Regno Unito. Condivide con i gli altri due sistemi alcuni elementi, ma ha sue proprie fonti e istituzioni.
Il diritto di Scozia riconosce quattro fonti del diritto: la legislazione, i precedenti giuridici, specifici libri accademici e i costumi legali. La normativa relativa alla Scozia può essere approvata dal Parlamento del Regno Unito, dal Parlamento scozzese o dal Parlamento europeo e dal Consiglio dell'Unione europea. Alcune legislazioni approvate dal Parlamento della Scozia, prima del 1707, sono ancora valide.
Dall'Atto di Unione (1707) la Scozia ha condiviso una legislatura con il resto del Regno Unito. La Scozia ha mantenuto un sistema giuridico fondamentalmente diverso da quello di Inghilterra e Galles, ma l'Unione ha portato l'influenza inglese sul diritto di Scozia. Negli ultimi anni, il diritto scozzese ha ricevuto censure dalla legislazione europea (Diritto comunitario), in virtù dei trattati dell'Unione europea, per i requisiti della Convenzione europea per la salvaguardia dei diritti dell'uomo e delle libertà fondamentali e per l'istituzione del Parlamento scozzese, che legifera nei settori di sua competenza in materie dettagliate, secondo l'Atto di Scozia del 1998.

## Giurisdizione legale distinta
Il Regno Unito è uno stato composto da tre giurisdizioni: (a) Inghilterra e Galles, (b) Scozia e (c) Irlanda del Nord.  Ci sono differenze sostanziali tra di loro nel diritto penale, bene, trust, eredità, diritto di famiglia, processuale civile e processuale penale.  Vi sono somiglianze in settori di interesse nazionale, come diritto commerciale, diritti dei consumatori, tassa, e diritto del lavoro.

## Influenze diCivil law
Un primo libro giuridico scozzese, il Regiam Majestatem, venne scritto nel XIV secolo, e contiene elementi di diritto civile, diritto feudale, diritto canonico, diritto consuetudinario e nativo, e statuti scozzesi. Vi fu qualche influenza indiretta del diritto romano e del diritto canonico utilizzato nei tribunali della chiesa in Scozia. Dal XV secolo il diritto romano venne utilizzato in giurisprudenza in caso non ci fosse legge scozzese applicabile alla controversia. In modo legale, attraverso la prevalenza, il diritto romano è stato parzialmente aggiunto alla legge di Scozia.